# Eulógio Hessler
Eulógio (em italiano:  Evloghios, em russo:  Евлогий; nascido: Klaus Augustin Hessler, em russo:  Клаус Августин Хесслер;  21 de fevereiro de 1935, Dortmund, Vestfália, Alemanha - 20 de janeiro de 2019, Milão, Itália), foi um clérigo alemão, fundador e primaz da jurisdição não canônica do Santo Sínodo de Milão, Metropolita de Milão e Aquileia.

## Biografia
Klaus-Augustin Hessler nasceu em uma família católica romana. Estudou teologia católica na Pontifícia Universidade São Tomás de Aquino, em Roma. Converteu-se à Igreja Ortodoxa e em 1971 foi ordenado sacerdote da Igreja Ortodoxa Russa no Exarcado da Europa Ocidental, pelo Metropolita Anthony (Bloom) de Sourozh. Ele foi inicialmente sacerdote na Itália e tornou-se arquimandrita em 1975, tomando o nome Eulógio.
Depois de algum tempo, transferiu-se para a jurisdição de uma igreja veterocalendarista, a Igreja dos Cristãos Ortodoxos Genuínos da Grécia - Sínodo Auxentiano, onde em 1984 foi ordenado Bispo de Milão.
Em 1985, a Metrópole da Europa Ocidental retirou-se do Sínodo “Auxentiano” e Eulógio foi elevado ao posto de arcebispo. Esta metrópole foi transformada no Santo Sínodo de Milão em 1990, após o fracasso das negociações sobre a sua entrada na Igreja Ortodoxa Polonesa. Em 1994, o Sínodo de Milão ingressou na jurisdição da Igreja Ortodoxa Ucraniana do Patriarcado de Kiev, mas em 1996, como resultado de um conflito com o Patriarca Filareto (Denisenko), deixou de ser membro.
Em 2011, o Metropolita Eulógio interrompeu a comunicação com todas as jurisdições ortodoxas não canônicas, declarando sua intenção de ingressar na Igreja Ortodoxa Russa. Para tanto, em 2012 declarou que renunciaria à sua categoria de metropolita e arcebispo e retornou à condição de arquimandrita. Em 2013, ele retomou o status de metropolita e restaurou seu Sínodo, depois que o Patriarcado de Moscou não fez mais esforços para unir as igrejas.